# Osiedle Jagiellońskie (Środa Wielkopolska)
Osiedle Jagiellońskie – osiedle położone w południowo-zachodniej części Środy Wielkopolskiej.
Największe osiedle mieszkaniowe w Środzie Wielkopolskiej, wybudowane w I poł. lat 80. XX wieku jako osiedle XXX-lecia PRL. Jest to zespół budynków wielorodzinnych zbudowanych w technice wielkopłytowej. W centralnej części osiedla znajduje się kościół św. Józefa.